# Ichthyophis humphreyi
Ichthyophis humphreyi är en groddjursart som beskrevs av Taylor 1973. Ichthyophis humphreyi ingår i släktet Ichthyophis och familjen Ichthyophiidae. IUCN kategoriserar arten globalt som otillräckligt studerad. Inga underarter finns listade i Catalogue of Life.